# العلاقات التوغوية الكازاخستانية
العلاقات التوغولية الكازاخستانية هي العلاقات الثنائية التي تجمع بين توغو وكازاخستان.

## مقارنة بين البلدين
هذه مقارنة عامة ومرجعية للدولتين:
| وجه المقارنة                                              | توغو            | كازاخستان                      |
| --------------------------------------------------------- | --------------- | ------------------------------ |
| المساحة (كم2)                                             | 56.78 ألف       | 2.72 مليون                     |
| عدد السكان (نسمة)                                         | 7.80 مليون      | 17.95 مليون                    |
| الكثافة السكانية (ن./كم²)                                 | 137.37          | 6.6                            |
| العاصمة                                                   | لومي            | نور سلطان                      |
| اللغة الرسمية                                             | لغة فرنسية      | اللغة القازاقية، اللغة الروسية |
| العملة                                                    | فرنك غرب أفريقي | تينغ كازاخستاني                |
| الناتج المحلي الإجمالي (بليون دولار)                      | 4.81 مليار      | 159.41 مليار                   |
| الناتج المحلي الإجمالي (تعادل القوة الشرائية) بليون دولار | 10.67 مليار     | 439.39 مليار                   |
| الناتج المحلي الإجمالي الاسمي للفرد دولار أمريكي          | 559             | 10.51 ألف                      |
| الناتج المحلي الإجمالي للفرد دولار أمريكي                 | 1.43 ألف        | 24.23 ألف                      |
| مؤشر التنمية البشرية                                      | 0.484           | 0.788                          |
| رمز المكالمات الدولي                                      | +228            | +7                             |
| رمز الإنترنت                                              | .tg             | .kz، .қаз ‏                     |
| المنطقة الزمنية                                           | 00              | ت ع م+05:00، ت ع م+06:00       |

## منظمات دولية مشتركة
يشترك البلدان في عضوية مجموعة من المنظمات الدولية، منها:
| علم المنظمة | اسم المنظمة                               | تاريخ انضمام توغو | تاريخ انضمام كازاخستان |
| ----------- | ----------------------------------------- | ----------------- | ---------------------- |
|             | منظمة التعاون الإسلامي                    | ?                 | ?                      |
|             | الاتحاد البريدي العالمي                   | ?                 | ?                      |
|             | يونسكو                                    | 17 نوفمبر 1960    | 22 مايو 1992           |
|             | البنك الدولي للإنشاء والتعمير             | 1 أغسطس 1962      | 23 يوليو 1992          |
|             | وكالة ضمان الاستثمار متعدد الأطراف        | 15 أبريل 1988     | 12 أغسطس 1993          |
|             | الاتحاد الدولي للاتصالات                  | 14 سبتمبر 1961    | 23 فبراير 1993         |
|             | منظمة الشرطة الجنائية الدولية             | ?                 | ?                      |
|             | مؤسسة التمويل الدولية                     | 4 سبتمبر 1962     | 30 سبتمبر 1993         |
|             | الأمم المتحدة                             | 20 سبتمبر 1960    | 2 مارس 1992            |
|             | مؤسسة التنمية الدولية                     | 21 أغسطس 1962     | 23 يوليو 1992          |
|             | منظمة حظر الأسلحة الكيميائية              | ?                 | ?                      |
|             | المركز الدولي لتسوية المنازعات الاستشارية | 10 سبتمبر 1967    | 21 أكتوبر 2000         |

## وصلات خارجية
- موقع وزارة الخارجية الكازاخستانية